# Займище (озеро, Карабалыкский район)
Займище — пересыхающее озеро в Карабалыкском районе Костанайской области Казахстана. Находится в 4 км к северу от посёлка Бурли.
По данным топографической съёмки 1958 года, площадь поверхности озера составляет 1,19 км². Наибольшая длина озера — 1,3 км, наибольшая ширина — 1,2 км. Длина береговой линии составляет 4,2 км, развитие береговой линии — 1,8. Озеро расположено на высоте 196,1 м над уровнем моря.